# 슈퍼프리 사건
슈퍼프리 사건(일본어: スーパーフリー事件 スーパーフリーじけん[*])은 2003년에 발생한 와세다 대학교의 전 공인 동아리 슈퍼프리의 일원인 대학생들이 여대생을 대상으로 집단 강간한 사건을 말한다. 이 사건으로 인해 와세다 대학생 및 도쿄 주요 대학생 14명이 강간죄로 기소되었다.

## 같이 보기
- 고려대 의대생 성추행 사건